# Sylvain Jacques
Sylvain Jacques est un acteur français, né en 1971 à Paris.
Il est découvert par Patrice Chéreau dans la pièce de théâtre Phèdre[réf. nécessaire], puis le réalisateur le fait tourner dans les films Ceux qui m'aiment prendront le train et Son frère.

## Théâtre
- 1998 : Phèdre, de Jean Racine, mise en scène de Luc Bondy, avec Didier Sandre, Valérie Dréville, Sylvain Jacques, Laurent Grévill, Théâtre Vidy-Lausanne, Théâtre de l'Odéon à Paris
- 2011 : L'Impasse, I Am What I Am, mise en scène de Mikaël Serre, Schaubühne am Lehniner Platz, Comédie de Reims, La Rose des vents

## Filmographie
Sauf indication contraire, les informations mentionnées dans cette section peuvent être confirmées par les bases de données cinématographiques  présentes dans la section « Liens externes ».
- 1998 : Ceux qui m'aiment prendront le train de Patrice Chéreau : Bruno
- 2000 : Mamirolle de Brigitte Coscas :  Manuel
- 2000 : Chambre no 13 (série télévisée), épisode Amor : l'amant
- 2001 : Les Fantômes de Louba  de Martine Dugowson : Charlie
- 2001 : Tania Boréalis ou L'Étoile d'un été (téléfilm) de Patrice Martineau : Alain
- 2002 : PJ (série télévisée), épisode Néonazis : Marc Montero
- 2003 : Son frère de Patrice Chéreau : Vincent
- 2004 : Vendues de Jean-Claude Jean : Sacha
- 2004 : Julie Meyer (court métrage) d'Anne Huet : Christophe
- 2005 : Alice Nevers, le juge est une femme (série télévisée), épisode Ficelle :  Gilles Bertrand
- 2012 : Après Mai d'Olivier Assayas : Jean-Serge